# فرد كابلان
فرد كابلان (بالإنجليزية: Fred Kaplan) هو صحفي أمريكي، ولد في 4 يوليو 1954 في هتشنسون في الولايات المتحدة.

## وصلات خارجية
- الموقع الرسمي
- فرد كابلان على موقع إن إن دي بي (الإنجليزية)